# La hija pródiga
La hija pródiga est une telenovela mexicaine diffusée entre le 23 octobre 2017 et le 21 janvier 2018 sur TV Azteca.

## Synopsis
L'histoire commence lorsque la fille de Rogelio Montejo, Alicia Montejo est enlevée à Acapulco, pendant que ses parents se sont absentés pour un important dîner d'affaires. La fille est enlevée alors qu'elle est accompagnée par sa sœur, Pamela Montejo, ce qui provoque une grande tristesse dans sa famille pendant des années.
Vingt ans plus tard, tandis que les membres de la famille ont pu reprendre le cours de leur vie, Alicia réapparaît dans la famille Montejo pour trouver des réponses à ses interrogations. Cet évènement déclenchera une série de conflits familiaux. Certes Alicia ne cherche que la vérité mais dans cette quête elle trouvera aussi l'amour auprès de Salvador Mendoza, le fiancé de sa sœur, provoquant un triangle amoureux qui nous conduira à être témoins de tous les obstacles qu'Alicia doit franchir pour découvrir qui était responsable de sa tragédie...

## Distribution
- Isabel Burr : Alicia Montejo García / Camila Hermosillo / Julieta Mandujano / Alejandra Olmedo Barceló
- Christian de la Campa : Salvador Mendoza Arenas
- Andrea Martí : Pamela Montejo García de Mendoza
- Alejandro Camacho : Rogelio Montejo Carrillo
- Leonardo Daniel : Federico Campomanes Soto
- Carmen Delgado : Lucía "Lucha" Arenas Vda. de Mendoza
- Aura Cristina Geithner : Isabel García Rivas de Montejo
- Fernando Luján : Nelson Infante
- Sharis Cid : Delia García Rivas de Mansilla
- Aldo Gallardo : Arturo Montejo Salamanca
- María Adelaida Puerta : Beatriz Castellanos Abascal
- Rodolfo Arias : Jacobo Chacón del Valle
- Marcelo Buquet : Antonio Mansilla Landero / Gaspar Avendaño / Dr. Andrés Zavala
- Ramiro Huerta : Emilio Romero Grijalba / Víctor Lancaster
- Martha Mariana Castro : Nora / Frida Lausell
- Adianez Hernández : Virginia Bonfil Cisneros de Montejo
- Francisco Angelini : José Infante
- León Michel : Père Damián
- Jack Duarte : Daniel "Dany" Mendoza Arenas
- Saúl Hernández : Eduardo "Lalo" Montejo Bonfil
- Joan Kuri : Blas Montejo García
- Dahanna Burgos : María Fernanda "MaryFer" Mendoza Arenas
- Ethan Mebarek : Carlos "Carlitos" Hermosillo
- Diana Quijano : Matilde Salamanca
- Eligio Meléndez : Edgar Castellanos
- Francisco "Pakey" Vázquez : Jack Morgan "El Halcón"
- Hugo Catalán : Alberto "Beto'
- Carmen Baqué : La Güera
- Alexandre Barceló : Roco
- Iván Cortes : Abel
- Raki Ríos : Claudio
- Manuel Sevilla : Héctor Robledo
- Luis Cárdenas : Vladimir Carvajal
- Beatriz Cecilia : Elsa
- Agustín López Lezama : Dr. Ramón Maldonado
- Carilu Navarro : Mireya Calderón
- Cayetano Arámburo : Rogelio Montejo (jeune)
- Abel Fernando : Edgar Castellanos (jeune)
- Valentina Nallino : Alicia Montejo García (fille)
- Fátima Carpio : Isabel García Rivas de Montejo (jeune)